# 魏經國
魏經國（？—1730年），漢軍正白旗人，清朝軍事將領。
魏經國早年曾任熱河把總、守備，康熙五十年（1711年）任通州副將。康熙五十七年（1718年），升江南蘇松水師總兵。次年，調任天津總兵。康熙六十年（1721年），擢升為湖廣提督。雍正三年（1725年），加太子少傅，調補江南松江提督，不久加兵部尙書銜，世襲騎都尉。雍正六年（1728年），任鑲紅旗漢軍都統。雍正七年（1729年），署理直隸古北口提督。雍正八年（1730年）十月逝世。